# Regionale sprog
Et regionalt sprog er et sprog der tales i et område under en suveræn stat, enten i et større eller mindre område, for eksempel en delstat eller en provins.
Internationalt bruges definitionen i Den europæiske pagt om regionale sprog eller mindretalssprog, der taler om "sprog, som
1. traditionelt bruges inden for et nærmere bestemt område i en stat af den pågældende stats egne statsborgere, som udgør en gruppe, der i antal er mindre end resten af statens befolkning; og
2. er forskellige fra den pågældende stats officielle sprog".[1]

Anerkendelse af regionale sprog eller mindretalssprog skal ikke forveksles med anerkendelse som officielt sprog.